# 奎湖
奎湖是一个位于中国安徽省南陵县的湖泊，面积约为4.3平方千米。